# Haus zum Kapeller

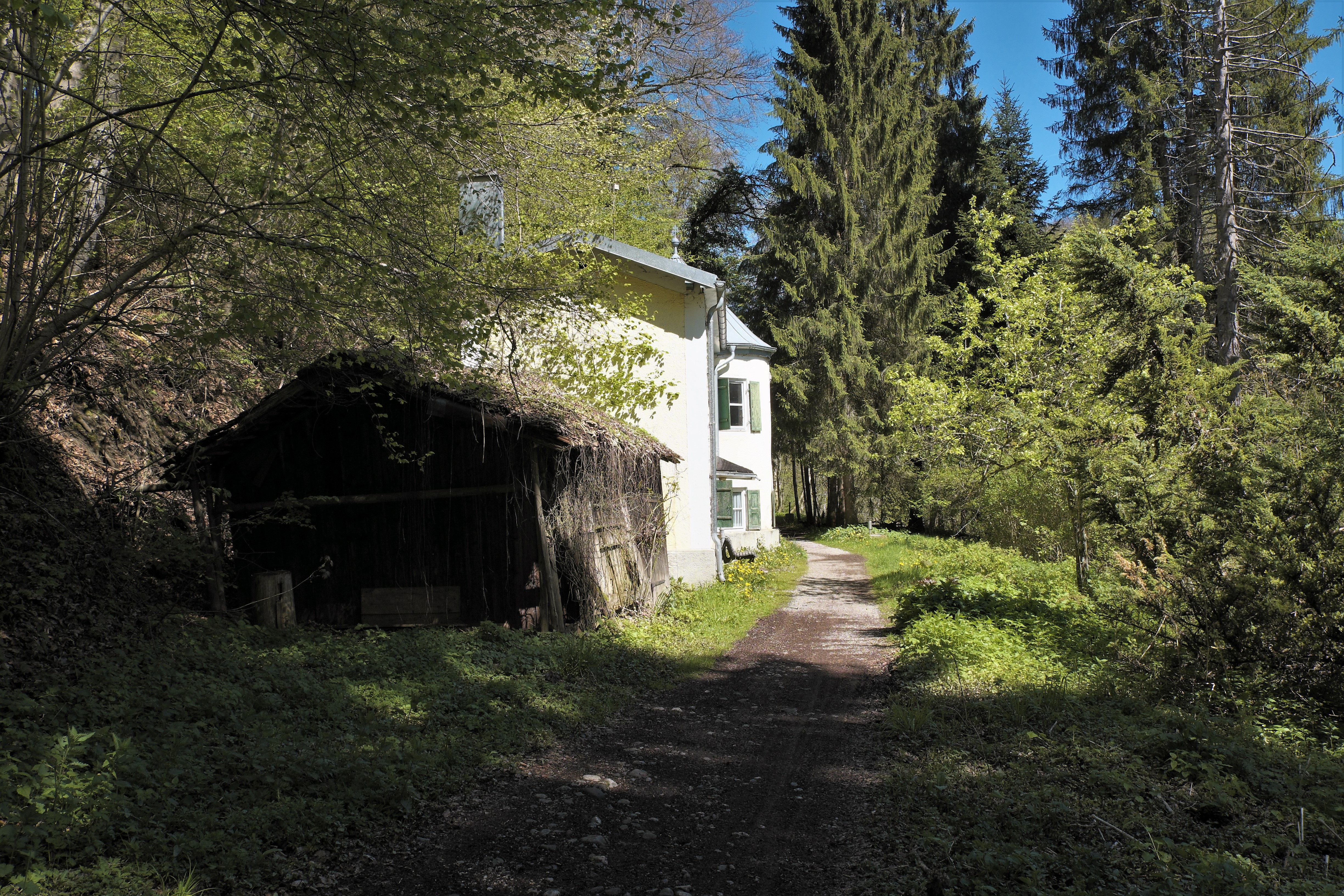
Haus zum Kapeller

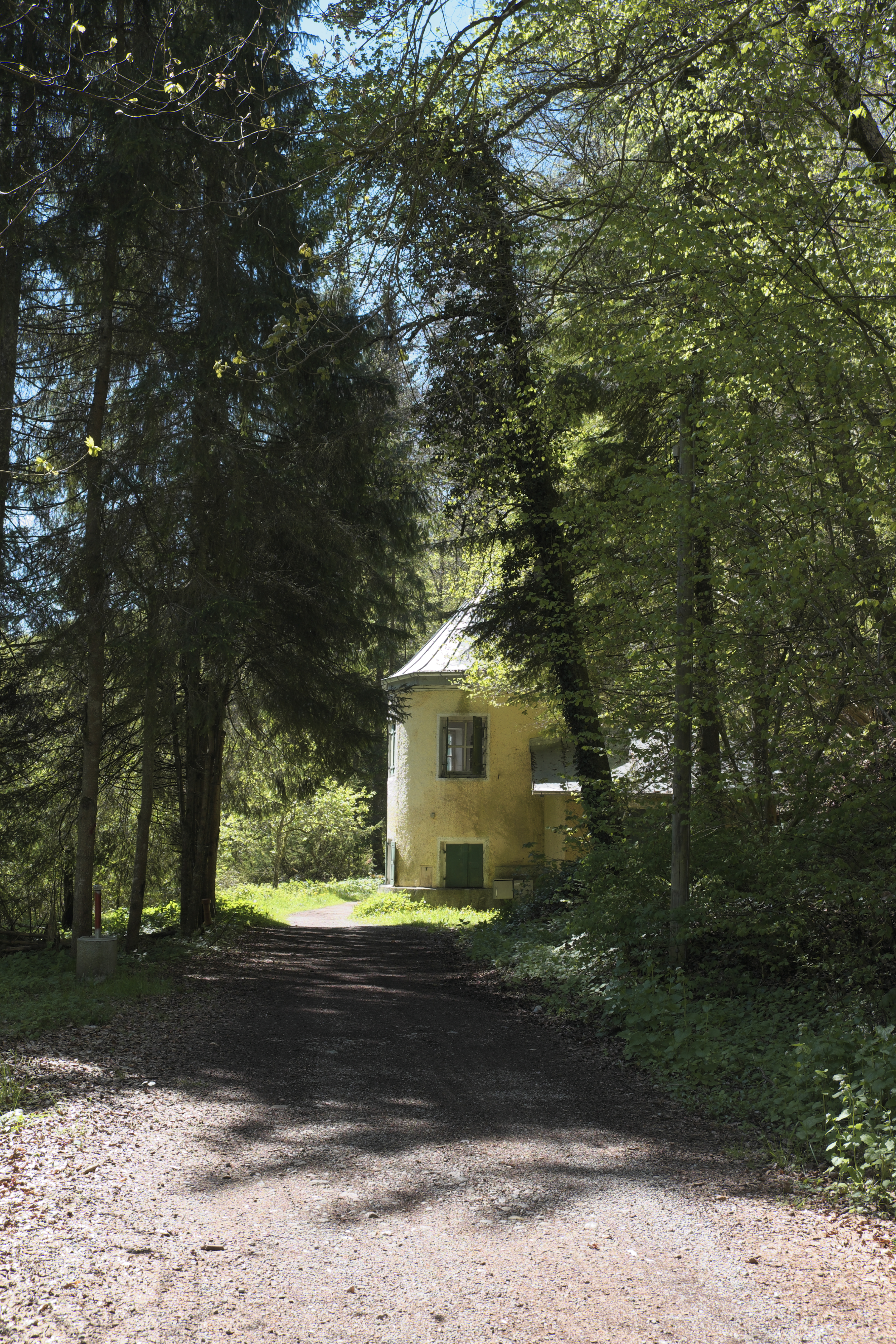
Rundbau

Das Haus zum Kapeller in Mühlthal, einem Stadtteil von Starnberg im oberbayerischen Landkreis Starnberg, wurde 1736 errichtet. Das Wohnhaus am Waldrand ist ein geschütztes Baudenkmal.
Der zweigeschossige Rundbau mit Helm war ein ehemaliger Eremitensitz und dann ein königliches Oberjägerhaus. 
Der angeschlossene Flügelbau wurde um 1850 errichtet. Das Gebäude steht zurzeit (2020) leer.